# Mount Pleasant (Couva-Tabaquite-Talparo)
Mount Pleasant es una localidad de Trinidad y Tobago, que forma parte de la región de Couva-Tabaquite-Talparo.

## Geografía
La localidad abarca parte de la isla Trinidad y limita al norte con Spring Village South, al sur con Macaulay, al este con Indian Trail y al oeste con Diamond.

## Demografía
Datos demográficos de la localidad de Mount Pleasant:
| Gráfica de evolución demográfica de Mount Pleasant entre 2000 y 2011 |
|                                                                      |